# МК–12В (компресійний двигун для моделей)

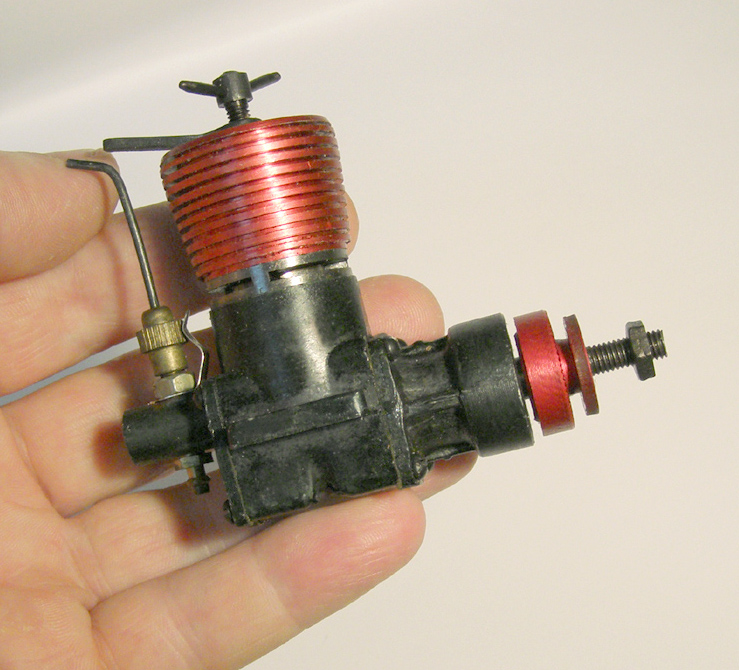
Мікродвигун для моделей МК–12В, 1975 рік

МК–12В – компресійний двохтактний  мікродвигун внутрішнього згоряння об'ємом 2,5 куб.см. для моделей.
Вироблявся  Московським авіаційно-ремонтним заводом ДТСААФ МАРЗ. Перші двигуни МК-12В були випущені в 1956 році, був наймасовим двигуном в СРСР  для технічної творчості.
МК–12В був неліцензійною копією мотора Webra Mach–1 конструкції Мартіна Бодемана (Martin Bodemann) котрий вироблявся німецькою (західноберлінською) фірмою Webra.  Літера «В» в назві двигуна вказувала на походження від прототипу «Вебра».

## Загальна конструкція двигуна

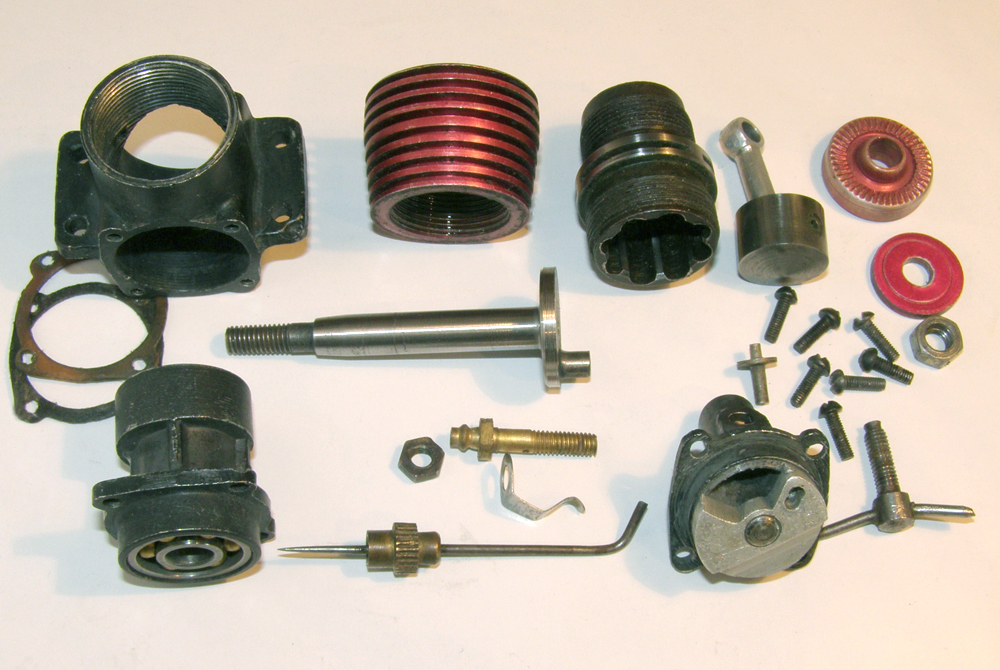
Складові частини двигуна МК–12В

Мотор МК-12В (перших випусків) мав дуже легкий литий картер з окремим носком і задньою кришкою. Циліндр, виточений зі сталі, мав у собі продувочні канали та вихлопні вікна,  угвинчувався на різьбі в картер, на нього накручувався алюмінієвий радіатор охолодження.
Колінвал мотора обертався в двох вальницях кочення і з'єднувався алюмінієвим шатуном з чавунним поршнем. Поршень мав конусоподібну форму верхньої частини, відповідну форму зі зворотною конусністю мав і контрпоршень.
Впуск суміші здійснювався через дисковий золотник, який обертався на задній стінці картера. Карбюратор складався з жиклера і регулювальної голки.
Радіатор  циліндра, опорна та  шайба під гайку анодувались,  в червоний колір.

## Модифікації
За весь період виробництва МК–12В, було випущено чотири основних модифікацій. Зміни в конструкції робилися не для підвищення потужності, а для спрощення технології виготовлення,  і  це позначалося на погіршенні якості мотора, особливо останніх випусків.
З початку 1970–х років,  випускалася найвідоміша і масова версія мотора з чорним картером і червоним радіатором охолодження циліндра.

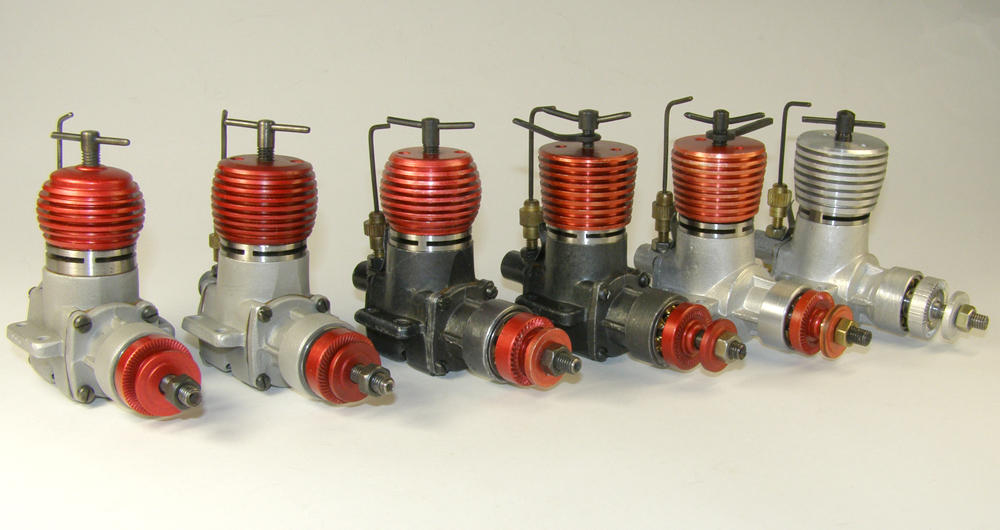
Всі модифікації мікродвигуна МК–12В

Після «чорного» МК–12В, мотор зазнав ще оду модифікацію. Основна зміна в двигуні МК–12В четвертої модифікації торкнулося картера, він став цілісним (з не окремим носком). Штампований шатун замінили на більш якісний точений. Гвинт контрпоршня став більшого діаметру, з дрібною різьбою і без стопорної гайки. Деталі вже не фарбувалися анодуванням і залишалися білого (алюмінієвого) кольору, значно гіршою стала якість і точність виготовлення деталей, знизилась потужність двигуна.
Мотори різних модифікацій відрізнялися лише за зовнішнім виглядом, конструкція колінвалу, поршневої групи та карбюратора була майже однаковою.
Як паливо виробником рекомендувалася суміш: діетиловий (медичний) етер– 33%, мінеральна моторна олива МС20–17%, рицинова (касторова) олія 17%, гас– 33%.
Двигун МК–12В поставлявся в картонній коробочці, комплектувався інструкцією, спеціальним ключем для гайки кріплення пропелера і відкручування циліндра, шматочком хлорвінілової паливної трубочки, гвинтами і гайками М3 для кріплення.
На зміну мотору МК–12В, який вироблявся понад чверть століття, в середині 1980–х років, прийшов двигун МАРЗ–2,5.

## Застосування
Мотор застосовували для оснащення кордових, вільнолітаючих авіамоделей, аеромобілів та інш.
На відміну від перших зразків ,вже на початку 1960–х років, двигун втратив свою актуальність для спортивних моделей. Його використовували для навчальних та тренувальних авіамоделей в підлітковому моделізмі.

## Технічні параметри

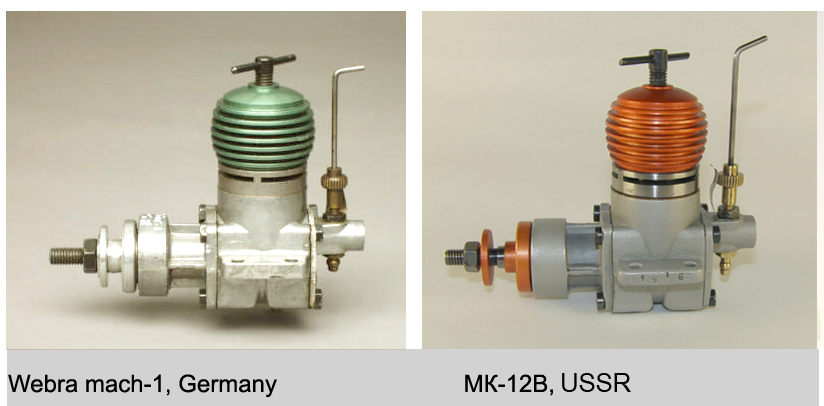
Двигун МК–12В та його прототип Webra Mach-1

- Робочий об'єм: 2,46 куб.см.
- Хід поршня: 13 мм
- Діаметр циліндра: 15,5 мм
- Оберти: 15000 об / хв.
- Потужність: 0,191 кВт
- Габарити: 88х44х72 мм
- Вага: 130 г.

## Деякі  факти
-Ще до кінця 1970–х років, від моделістів старшого покоління , часто можна було почути як вони називали моторчик МК–12В, незрозумілим для юних моделістів словом «Вебра».
-Незважаючи на масове виробництво, мотор МК–12В у вільний продаж практично не надходив, в основному поширювався через систему ДТСААФ по всіх станціях юних техніків.
-У 1970–х роках коштував 8 рублів СРСР, його інколи вдавалось замовити через поштову торгову систему «Посилторг».
-Якість виготовлення двигунів на початку 1980–х років значно знизилась. Наприклад, в великих партіях моторів (це тисячі штук), поршневий палець виготовлявся з дуже м'якої сталі та гнувся при перших запусках.